# ヤバメムーチョ 〜ichika-bachika〜
「ヤバメムーチョ 〜ichika-bachika〜」（ヤバメムーチョ・イチカバチカ）は、ロックバンド・少年カミカゼの5枚目のシングルである。

## 解説
- 定価840円でリリースされた。

## 収録曲
すべて作詞・作曲:和教
1. ヤバメムーチョ 〜ichika-bachika〜
ビブレ「ビブレ情熱バーゲン2006夏」CMソング
アコースティックギターから曲が始まるが、全般にテンポが急。「夏色サマーエンド」とは曲調・歌詞とも対照をなす。
2. 夏色サマーエンド。
3. ヤバメムーチョ 〜ichika-bachika〜 虎パラmix